# Via Commerciale
Via Commerciale, raramente soprannominata via della Tramvia, è la strada più rapida tra il centro città di Trieste e Opicina. La strada è classificata come strada comunale 10.

## Storia
La strada venne costruita nel medioevo sullo stesso percorso di adesso. La strada venne asfaltata a partire dal dopoguerra della prima guerra mondiale.
Il nome venne dato per la forte affluenza del trasporto merci tra il porto vecchio di Trieste e Vienna; per l'intensivo utilizzo negli anni dell'impero austro-ungarico (1867-1918).

## Utilizzi
La via essendo a scorrimento rapido, collega la zona della stazione ferroviaria centrale di Trieste, con Opicina, la Slovenia (confine di Fernetti), l'autostrada ed il centro del carso italiano.

## Percorso
La strada parte da piazza Albert e Kathleen Casali, ove costeggia la tranvia di Opicina sino a salita della Trenovia. La strada prosegue e si inerpica verso nord-est sino a raggiungere una pendenza massima del 16,2%. Successivamente passa al di sotto campo Cologna, nel quale rincontra i binari del tram de Opcina. Prosegue passando al di sotto della chiesetta di Maria Regina Pacis e si incrocia con salita di Conconello. 
La strada continua costeggiando i binari che la lasciano sull'unico tornante della strada, poco prima di immettersi sulla Trieste-Opicina.